# Anthony Oyono
Anthony Henri Zué Oyono Omva Torque (Lille, Francia, 12 de abril de 2001) es un futbolista gabonés. Juega de defensa y su equipo es el Frosinone Calcio de la Serie B de Italia. Es internacional absoluto por la selección de Gabón desde 2021.

## Trayectoria
Oyono comenzó su carrera en el U. S. Boulogne del Championnat National en 2020, jugando previamente en el equipo reserva. Tras dos temporadas, fichó por el Frosinone Calcio de la Serie B de Italia.

## Selección nacional
Descendiente gabonés, debutó en la selección de Gabón el 30 de marzo de 2021 ante Angola.

### Participaciones en Copa Africana de Naciones
| Copa                           | Sede    | Resultado        |
| ------------------------------ | ------- | ---------------- |
| Copa Africana de Naciones 2021 | Camerún | Octavos de final |

## Clubes
| Club             | País    | Año           |
| ---------------- | ------- | ------------- |
| U. S. Boulogne   | Francia | 2020-2022     |
| Frosinone Calcio | Italia  | 2022-presente |

## Palmarés

### Campeonatos nacionales
| Título  | Club             | País   | Año     |
| ------- | ---------------- | ------ | ------- |
| Serie B | Frosinone Calcio | Italia | 2022-23 |